# Faustino Alonso
Faustino Alonso (ur. 15 lutego 1961) – piłkarz paragwajski występujący podczas kariery na pozycji napastnika.

## Kariera klubowa
Alonso podczas kariery piłkarskiej występował w Club Sol de América. Z Sol de América zdobył mistrzostwo Paragwaju w 1986.

## Kariera reprezentacyjna
Alonso występował w reprezentacji Paragwaju w 1986. W tym roku był w kadrze na Mistrzostwa Świata w Meksyku.